# Drexlerloch
Das Drexlerloch (gelegentlich auch Drexlerhöhle) ist eine horizontale Karsthöhle im Brudertal bei Engen im Landkreis Konstanz. Sie wurde vor rund 16.000 Jahren von Jäger-und-Sammler-Gruppen der sogenannten Cro-Magnon-Menschen begangen und enthält eine ungestörte Schichtenfolge, die bis mindestens in das Obere Magdalénien zurückreicht.

## Geographische Lage und Topographie

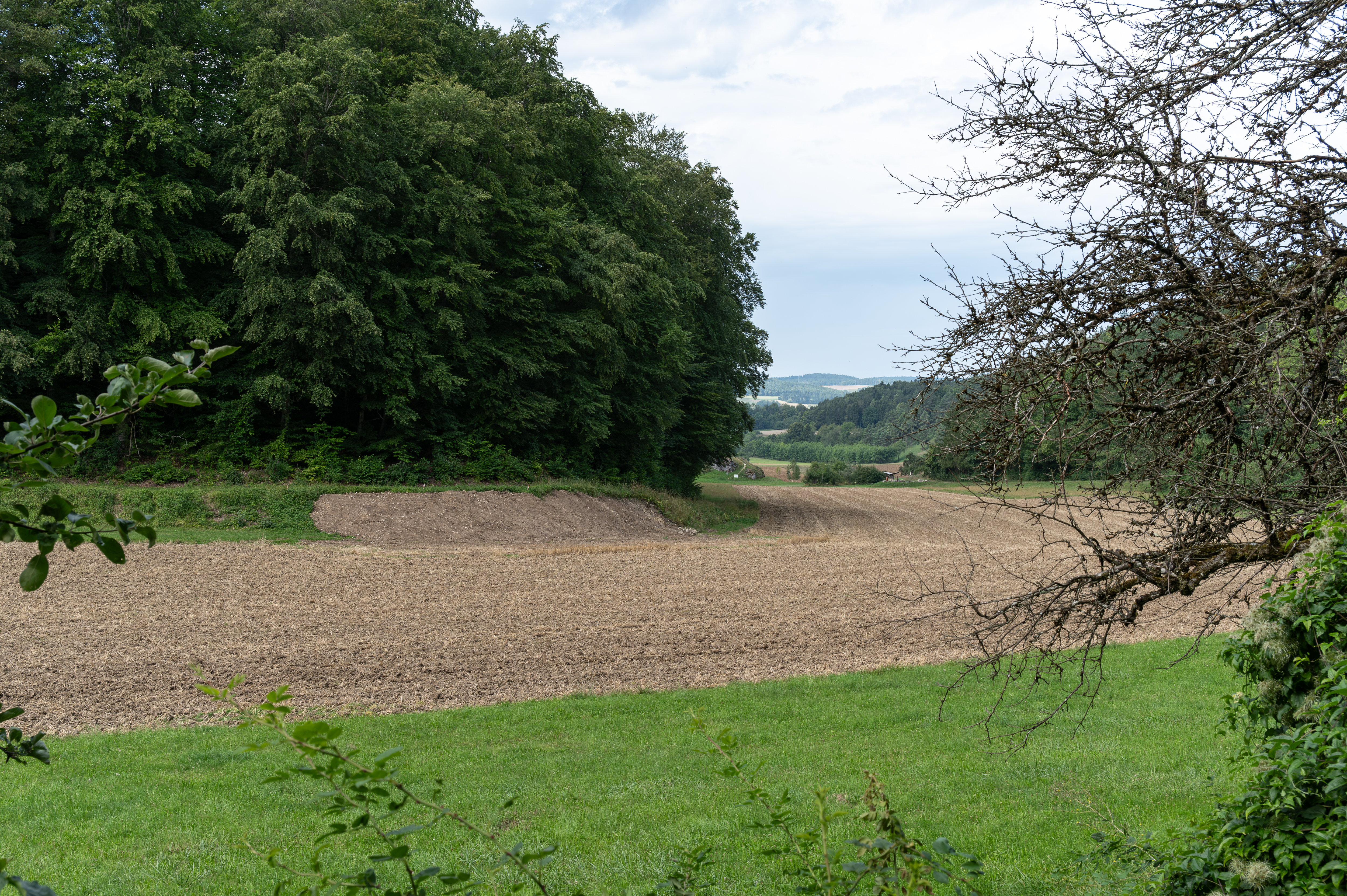
Blick durch das Brudertal nach Westen zum Petersfels. Der zugeschüttete Höhleneingang befindet sich am Fuß des von Vegetation befreiten Hangs, ca. 4 m unter der Talsohle

Das Drexlerloch liegt am Fuß der linken Talflanke des Brudertals, eines Trockentals im Hegau zwischen Engen und Bittelbrunn, rund 280 m östlich der seit Ende der 1920er-Jahre bekannten Fundstelle Petersfels und etwa 130 m südöstlich der Gnirshöhle. Sie liegt unzugänglich unter der Talsohle, die beiden bislang bekannten Eingänge sind zugeschüttet.
Das Brudertal ist seit dem 22. Februar 2016 in der Denkmalliste des Landesamts für Denkmalpflege Baden-Württemberg als Grabungsschutzgebiet ausgewiesen.

## Forschungsgeschichte

### Entdeckung
Entdeckt wurde die Höhle am 7. März 1978 von dem Archäologen Gerd Albrecht und dem damaligen Studenten Claus-Joachim Kind, die Baumaßnahmen zur Verlegung einer Abwasserleitung als ständige Beobachter begleiteten. Ein Versehen im Baugenehmigungsverfahren hatte dazu geführt, dass die Leitungstrasse zu nah am Petersfels vorbeigeführt und archäologische Fundschichten abgebaggert wurden.
Durch eine Sprengung war die Höhlendecke auf einer Fläche von ca. 60 × 60 cm aufgerissen und ein fast vollständig mit Sediment verfüllter Nebenarm der seitdem als Drexlerloch benannten Höhle zugänglich geworden.

### Namensgebung
Benannt ist die Höhle nach Ludwig Drexler, dem Wirt des Gasthauses Krone in Bittelbrunn, der Gerd Albrecht Ende 1977 über die anstehenden Erdarbeiten im Brudertal informiert hatte. Die Endsilbe -loch bezeichnet im Alemannischen (wie beispielsweise auch beim benachbarten Kesslerloch in der Schweiz und beim Bauerloch auf der Schwäbischen Alb) einen Höhlenraum jedweder Größe. In jüngerer Zeit wurde der ursprüngliche, vom Entdecker gewählte Name Drexlerloch vereinzelt eingeengt auf das 1978 entstandene Loch in der Höhlendecke und der darunterliegende Hohlraum als Drexlerhöhle bezeichnet.

### Grabungen

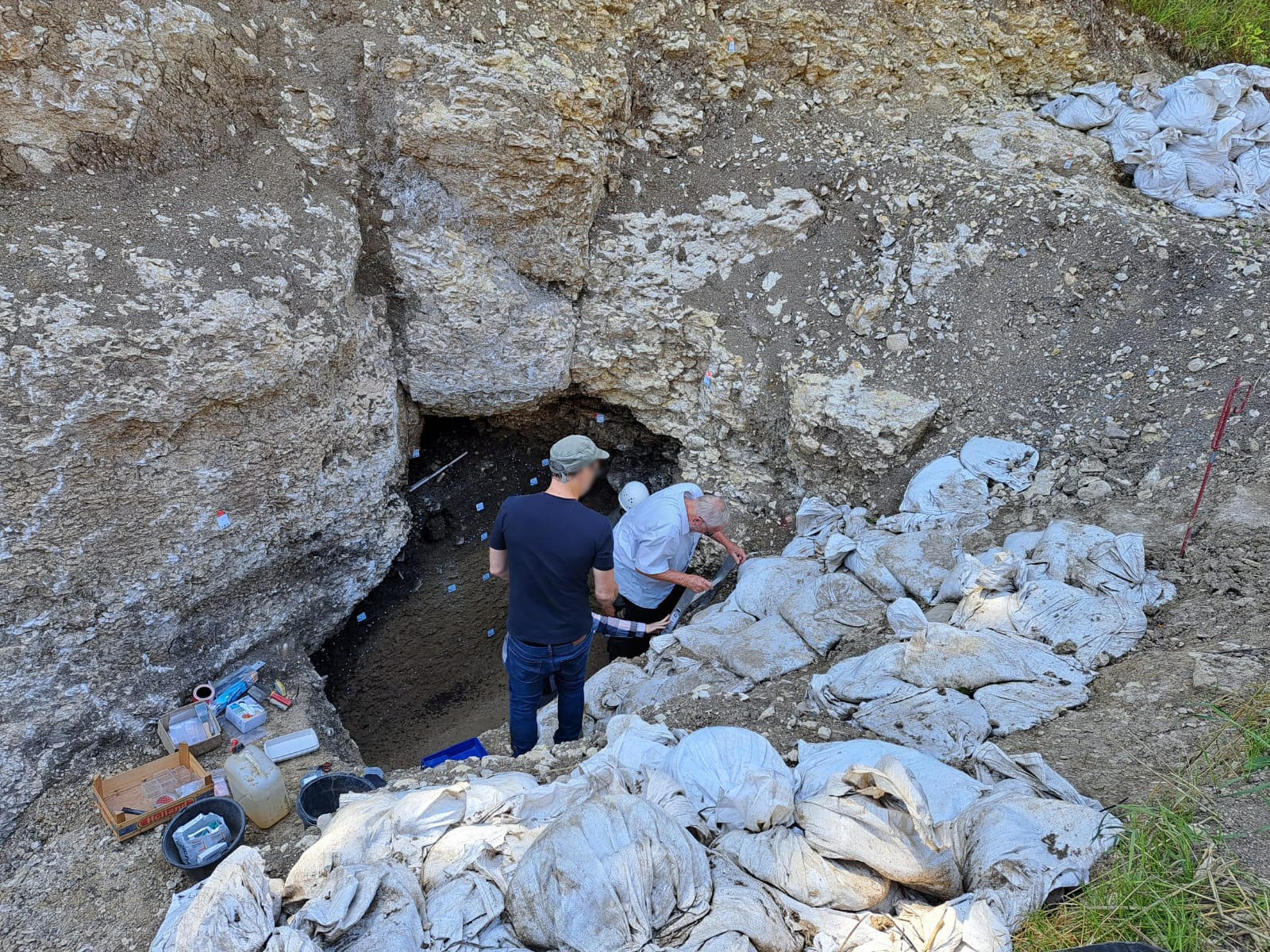
Der Höhleneingang während der Grabung 2023. Rechts oben unter den Säcken befindet sich der 1978 freigesprengte Zugang

In den Tagen nach der Entdeckung wurden ein kleinflächiger Suchschnitt angelegt und mehrere Eimer Sediment geschlämmt. Unter der bis zu 50 cm mächtigen holozänen Humusauflage fanden sich in einer durch Rötel stark verfärbten Kulturschicht ein großer Silexabschlag, mehrere Absplisse und zerschlagene Knochen von Ren, Pferd, Fuchs und Schneehase, von denen einige Schnittspuren zeigen. Eine Platte aus Flysch, der nicht in der Umgebung vorkommt und Spuren von Feuereinwirkung aufweist, belegt ebenfalls die Anwesenheit des Menschen.
Bei der zunächst vergeblichen Suche nach dem ursprünglichen Höhleneingang wurden Teile des Humus ausgeräumt und umgelagert. Wegen fehlender Mittel wurde das Loch in der Höhlendecke schließlich mit Steinen verschlossen und zugeschüttet. Die Funde wurden am Institut für Ur- und Frühgeschichte in Tübingen archiviert. Die Auswertung des Inventars begann erst rund 40 Jahre später.
2017 konnte am Klaus-Tschira-Archäometrie-Zentrum in Mannheim das Alter eines bearbeiteten Schulterblatts (Pferd) und einer Rippe (Ren) mit der Radiokarbonmethode bestimmt werden. Sie datieren die Oberkante der roten Kulturschicht auf ein Alter von 16.050 bis 15.750 Jahren cal BP. Sie ist damit etwas älter als die beiden benachbarten Fundstellen Petersfels und Gnirshöhle.
Im April 2023 zeigten geophysikalische Messungen, dass sich der mehrere Meter hohe Höhlenraum über eine Länge von ca. 20 m erstreckt. Auch konnte die Lage des ursprünglichen Höhlenportals festgestellt und darin ein vollständiges stratigraphisches Profil dokumentiert werden. Der Zugang zur Höhle wurde nach Abschluss der Grabungskampagne wieder verfüllt, weitere Forschungen sind für 2024 geplant.